# Mašnica
Mašnica (cyr. Машница) – wieś w Czarnogórze, w gminie Plav. W 2011 roku liczyła 267 mieszkańców.